# Rozsdaövezet

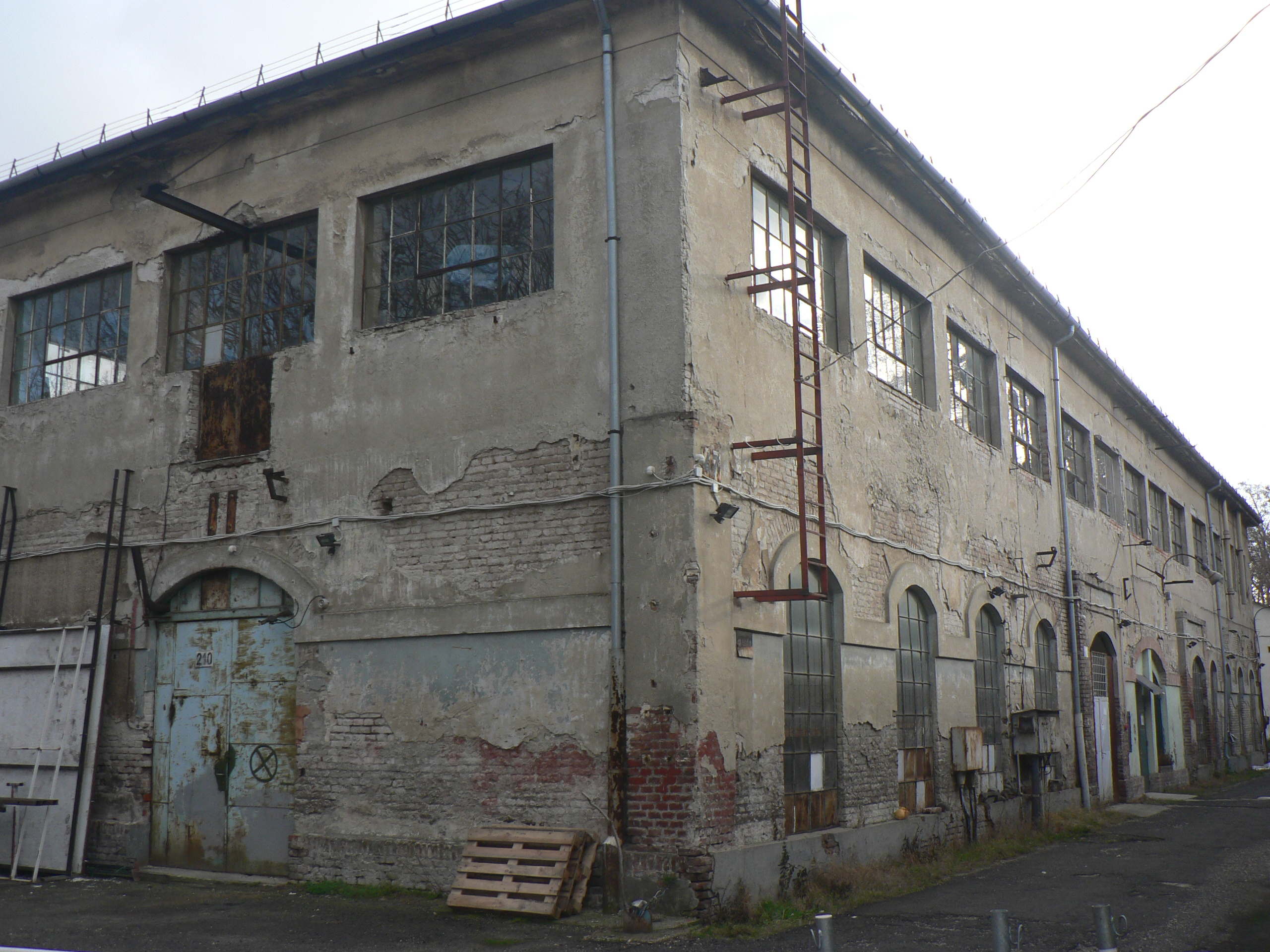
A rozsdaövezet egy példája: az Óbudai Hajógyár területe

A rozsdaövezet a VÁTI meghatározása szerint: 
A használaton kívül került, vagy alulhasznosított, általában leromlott fizikai állapotban lévő, és/vagy környezetszennyezéssel terhelt egykori iparterület, gazdasági terület, illetve elhagyott, használaton kívüli laktanyaterület. Az egykori ipari övezetek nagy részén találhatóak, kisebb vagy jelentősebb környezeti problémákkal sújtott területek, valamint műemlékvédelem alatt álló, egykori ipari épületek.

## Típusai
- nagyobb területre kiterjedő ipari, közlekedési, raktározási funkciójú területek
- ideiglenes hasznosítású, az elhagyott és a csökkent intenzitású tevékenységet folytató ipari-közlekedési területek
- alacsony laksűrűségű, leromlott állagú lakóterületek
- hasznosítatlan vagy igen extenzíven hasznosított mezőgazdasági művelés alatt álló területek
- ipari-közlekedési terekhez kapcsolódó nagyobb kiterjedésű zöldterületek

## Főbb részei
- átmeneti terület: a belváros és a kertváros között elhelyezkedő térség, amely tartalmazza a barnamezőt és a hozzákapcsolódó, nagy kiterjedésű mezőgazdasági területeket, zöldterületeket , valamint a közlekedés-szállítás térségeit.
- barnamezős térség, barna zóna: ez a tradicionális (volt) ipari terület, közlekedési, lakótelepi zárványokkal. Egy része már megújult, vagy most van ebben a fázisban.
- rozsdaövezet: a barnamezős térség még meg nem újult területe, azok a térségek, amelyeket korábban intenzíven hasznosítottak (ipari, közlekedési, raktározási területek, laktanyák, esetleg lakóterületek), ám hasznosításukkal felhagytak.

## Jellemzői
A kedvezőbb adottságú rozsdaövezetek általában a nagyvárosok középső és külső kerületeiben helyezkednek el, így általában jól megközelíthetők tömegközlekedési eszközökkel, de akár vasúton és közúton is. A szóban forgó területek rendszerint megfelelő közművekkel (csatornázással, ivóvíz-ellátottsággal) is rendelkeznek. A kedvezőtlenebb adottságú ipartelepek esetén jórészt hiányoznak a fenti jellemzők. Az újrahasznosítás akadályai lehetnek a rendezetlen tulajdonviszonyok, illetve az ingatlanspekuláció. Egyes volt ipartelepeken pedig a korábbi ipari tevékenységektől függően számolni kell felhalmozódott veszélyes hulladékokkal, illetve (elsősorban a talajt érintő) kisebb-nagyobb súlyosságú környezetszennyezéssel. Ezért az ilyen ipartelepek újrahasznosítását nagyban akadályozhatja a kármentesítés esetenként riasztóan hatalmas költségei és az ezzel járó bizonytalanság.

## Budapesten

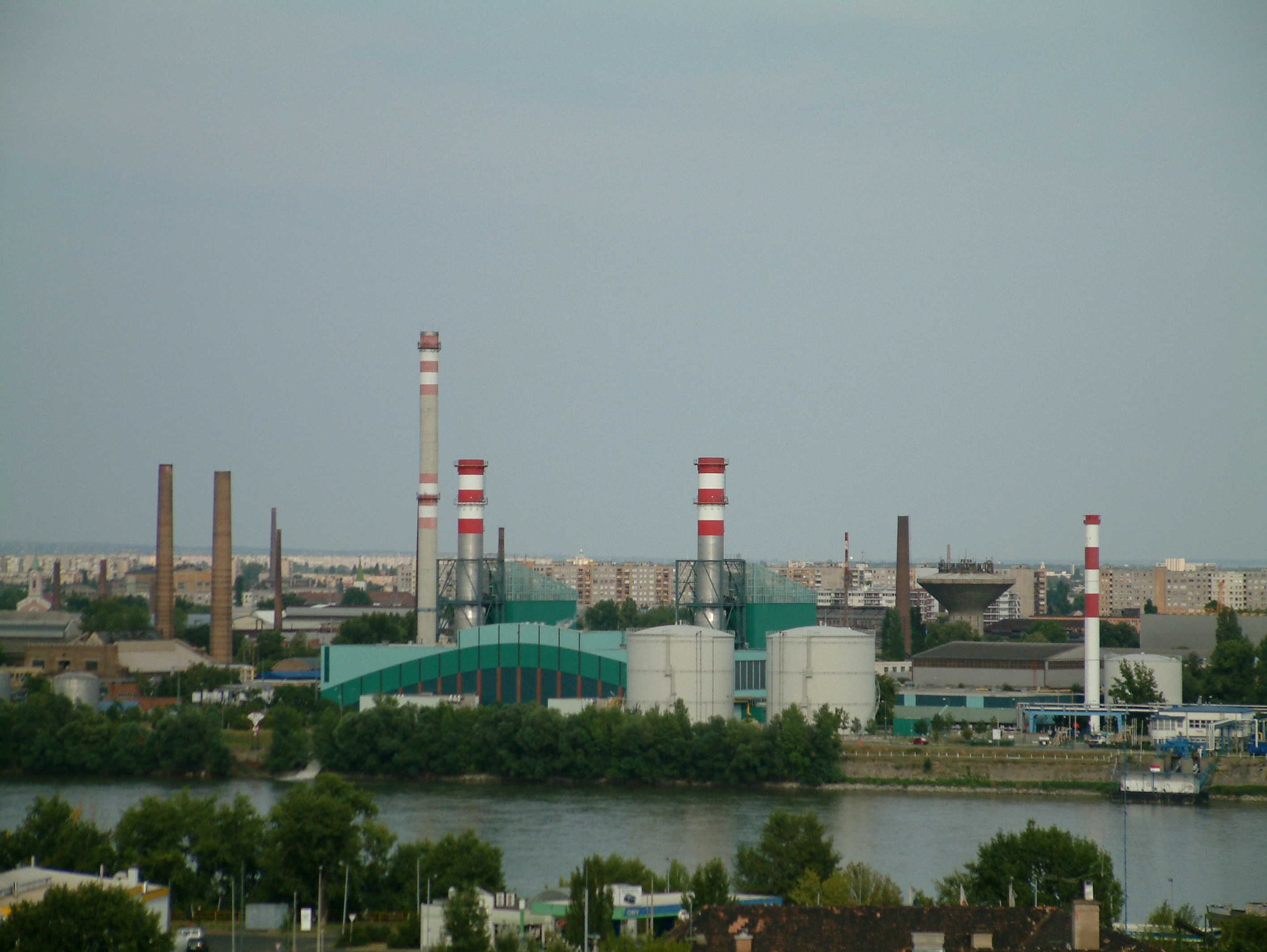
Budafok felől kitekintve a Csepeli Erőmű mögött terül el a Csepel Művek iparterülete

A fővárosban az ipartelepek a város közbülső kerületeiben helyezkednek el. Ennek oka, hogy amikor azok kialakultak (a 19. század végén, a 20. század elején), akkor még a külső kerületekben voltak, és a környező települések Budapesthez csatolásával (1950) kerültek mai, közbülső helyzetükbe. Ezek az ipartelepek nagyjából a Budapestről kivezető főbb vasúti és hajózási útvonalak mentén jöttek létre, zömmel a főváros északi, keleti és déli részén. A barnamezős térség 68-70 km²-t foglal el Budapest közigazgatási területéből.
A budapesti rozsdaövezet három nagy szektorra osztható:
- Az északi szektor a III., IV., XIII., XV., XVI. kerület barnamezős területeit öleli fel.
- A keleti szektor magjai a Kőbányát közrefogó vasúti fővonalak mentén alakultak ki, két 3 nagy kiterjedésű, egybefüggő ipari negyedet (szektort) alkotva. (A X., XVI., és a XVIII. kerületek barna zónáit foglalja magában.)
- A déli szektor a IX., XVIII., XX., XXI., a budai oldalon pedig a XI. és XXII. kerület ipari-közlekedési övezeteit foglalja magában.

## Rehabilitáció

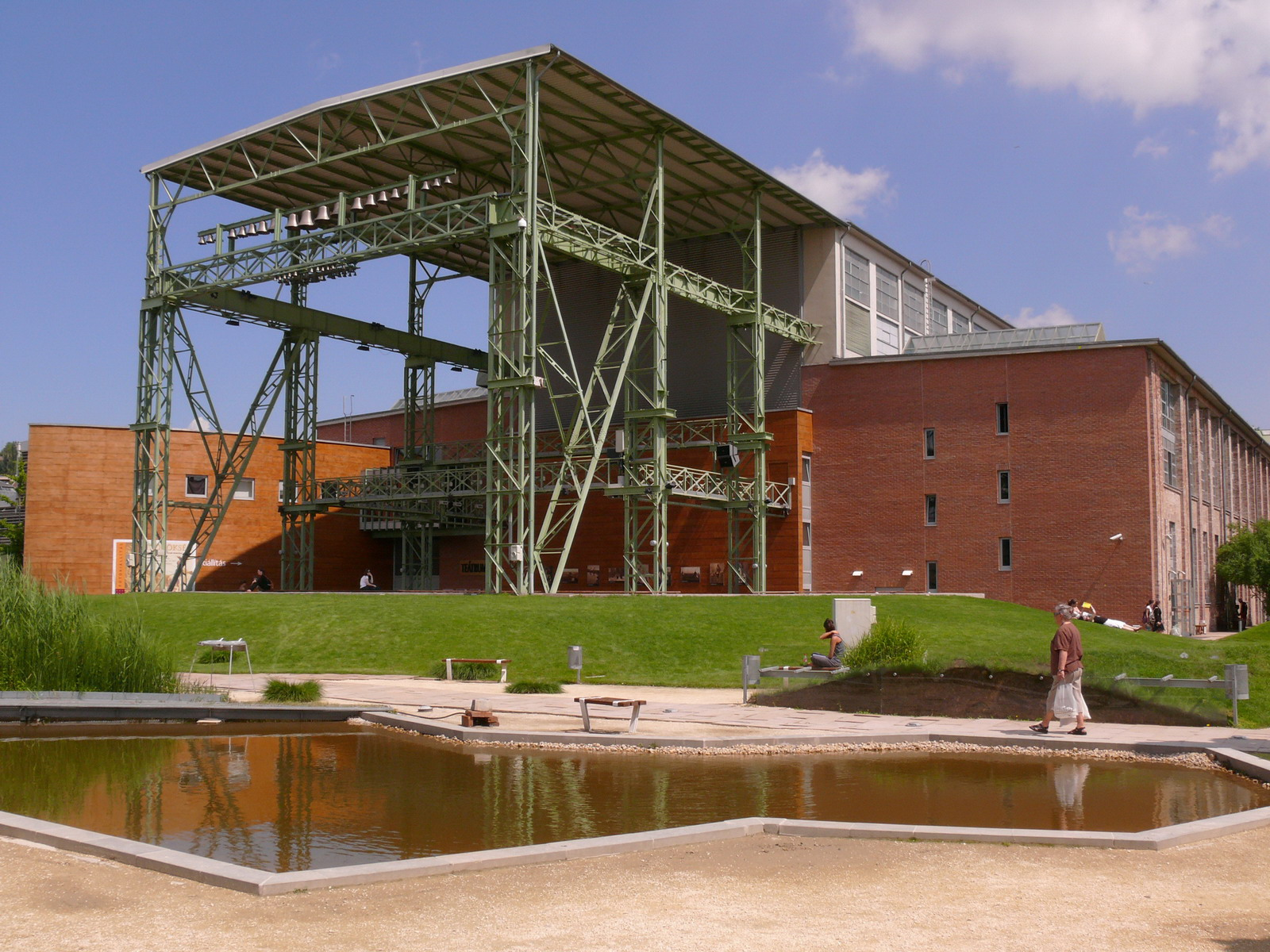
Példa a rehabilitációra: A Millenáris Park egyik épülete átalakítva ma a Nemzeti Táncszínház otthona, az egykori Ganz Villamossági Művek helyén

A barnamezős területek a városfejlesztés központi kérdésévé váltak, hatékony újrahasznosításuk érdekében beavatkozásra van szükség. E területek hasznosítása nem könnyű. A talaj szennyezettsége, a tulajdonviszonyok rendezetlensége, az általános spekuláció a telekkel és épületekkel, illetve az alacsony ingatlanpiaci árak stb. mind taszító tényezőként jelentkeznek. Mindezek az okok távol tartják a lehetséges beruházókat is a barnamezős területektől. 
A barnamezős fejlesztés egyszerre gazdasági és városfejlesztési feladat, melyben fontos szerepet kap a várostervezés, a földhasználat-szabályozás, a környezetvédelem és a társadalmi átalakulás vizsgálata is. Ebből az is következik, hogy a barna övezet újrahasznosítása, a városi földhasználat, az ingatlanpiac és a város gazdasági fejlődése komplex egységként kezelendő. A cél az, hogy a korábbi ipari területet nagyobb hozzáadott értéket termelő, vagy a környezethez jobban illő tevékenységgel kell megtölteni, amely nem feltétlenül ipari, sőt sok esetben inkább szolgáltató, vagy lakófunkció. A barnamezős rehabilitáció segítséget ad a városok környezetbarát módon való újjáélesztésére, a zöldterületek megóvására, a környezetvédelmi és a közlekedési infrastruktúra fejlesztésére. A rehabilitációt végző vállalkozások számára üzleti lehetőséget biztosít, mellyel a helyi vállalkozások megerősödése is segíthető. Eredményeként mérséklik a szociális és környezeti problémákat, csökkenhet az elhagyott ingatlanok száma, nő a foglalkoztatás és az adóbevételek mennyisége.

## Külső hivatkozások
- Újjáéledő fővárosi rozsdaövezetek
- Uniós pénzből születik újjá Csepel
- Átalakuló rozsdaövezet Sopronban is[halott link]
- Előretör a pesti rozsdaövezet[halott link]